# Shaolin Sándor Liu
Shaolin Sándor Liu (* 20. November 1995 in Budapest) ist ein ungarisch-chinesischer Shorttracker, Olympiasieger und der ältere Bruder des Shorttrackers Shaoang Liu.

## Werdegang
Sándor debütierte im Oktober 2010 in Salt Lake City im Weltcup und belegte dabei 28. Rang über 500 m. Bei den Shorttrack-Europameisterschaften 2013 in Malmö gewann er Bronze mit der Staffel. Im Februar 2013 holte er bei den Juniorenweltmeisterschaften in Warschau Bronze über 1000 m. Im folgenden Jahr gewann er bei den Juniorenweltmeisterschaften in Erzurum über 1000 m, im 1500-m-Superfinale und im Mehrkampf die Bronzemedaille, mit der Staffel die Silbermedaille und über 500 m die Goldmedaille. Bei seiner ersten Olympiateilnahme 2014 in Sotschi errang er den 20. Platz über 1500 m, den 18. Rang über 500 m und den 16. Platz über 1000 m. Zu Beginn der Saison 2014/15 erreichte er in Montreal mit dem dritten Platz über 1000 m und den zweiten Rang mit der Staffel seine ersten Podestplatzierungen im Weltcup. Im weiteren Saisonverlauf folgte ein dritter Platz über 1000 m und zweite Plätze über 500 m und mit der Staffel. Bei den Europameisterschaften 2015 in Dordrecht gewann er Silber mit der Staffel. Im März 2015 holte er bei den Juniorenweltmeisterschaften in Osaka im Mehrkampf die Bronzemedaille und über 500 m und im 1500-m-Superfinale die Silbermedaille. Im selben Monat gewann er bei den Weltmeisterschaften 2015 in Moskau die Silbermedaille mit der Staffel über 5000 m und im Einzel über 500 m. Die Saison beendete er auf dem siebten Rang im Weltcup über 1000 m. Nach Platz drei mit der Staffel in Montreal und Platz zwei über 500 m in Toronto zu Beginn der Saison 2015/16, holte er in Shanghai mit der Staffel seinen ersten Weltcupsieg. In Nagoya und in Dordrecht errang er jeweils über 1000 m den zweiten Platz und erreichte zum Saisonende den siebten Platz im Weltcup über 500 m und den vierten Rang im Weltcup über 1000 m. Im Januar 2016 gewann er bei den Shorttrack-Europameisterschaften in Sotschi jeweils die Silbermedaille im Mehrkampf und mit der Staffel. In Einzelrennen wurde sie über 1000 m und 1500 m jeweils Zweite. Bei den Weltmeisterschaften 2016 in Seoul holte er die Bronzemedaille im Mehrkampf und die Goldmedaille über 500 m. In der Saison 2016/17 siegte er zweimal über 500 m und zweimal mit der Staffel. Zudem kam er jeweils über 500 m und über 1500 m auf den zweiten Platz und erreichte zum Saisonende den siebten Platz im Weltcup über 1500 m und auf den dritten Rang im Weltcup über 500 m. Bei den Shorttrack-Europameisterschaften 2017 in Turin holte er die Silbermedaille im Mehrkampf. Mit der Staffel wurde er dort Vierter. Im März 2017 gewann er bei den Weltmeisterschaften in Rotterdam die Bronzemedaille mit der Staffel.
Zu Beginn der Weltcupsaison 2017/18 siegte Sándor in Budapest über 500 m. Es folgten in Dordrecht der zweite Platz über 1500 m und in Shanghai der zweite Rang über 1000 m. Bei der letzten Weltcupstation der Saison in Seoul wurde er Zweiter über 500 m und Erster über 1500 m und erreichte abschließend den sechsten Platz im Weltcup über 1500 m, den zweiten Rang im Weltcup über 500 m und den ersten Platz im Weltcup über 1000 m. Bei den Olympischen Winterspielen 2018 in Pyeongchang gewann er mit der Staffel über 5000 m die Goldmedaille und bei den Europameisterschaften 2018 in Dresden die Bronzemedaille mit der Staffel. Im März 2018 holte er bei den Weltmeisterschaften in Montreal die Silbermedaille im Mehrkampf und die Goldmedaille über 3000 m. In der Saison 2018/19 triumphierte er im Weltcup dreimal mit der Staffel und einmal über 1000 m. Zudem errang er den zweiten Platz in Turin über 500 m und den dritten Platz in Calgary über 500 m und in Dresden mit der Staffel. Er belegte damit den sechsten Platz im Weltcup über 1000 m und den fünften Rang im Weltcup über 500 m. Bei den Europameisterschaften 2019 in Dordrecht gewann er über 500 m und 1000 m jeweils die Silbermedaille und über 1500 m, mit der Staffel und im Mehrkampf jeweils die Goldmedaille. Im März 2019 holte er bei den Weltmeisterschaften in Sofia die Bronzemedaille mit der Staffel. Im Mehrkampf errang er dort den zehnten Platz. In der folgenden Saison siegte er dreimal über 500 m und zweimal mit der Staffel. Zudem errang er zweimal den zweiten Platz über 500 m und jeweils einmal über 1000 m und mit der Staffel und gewann damit den Weltcup über 500 m. Bei den Europameisterschaften 2020 in Debrecen holte er die Silbermedaille im Mehrkampf und jeweils die Goldmedaille über 500 m und 1000 m.

## Weltcupsiege

### Weltcupsiege im Einzel
| Nr. | Datum              | Ort            | Disziplin |
| --- | ------------------ | -------------- | --------- |
| 1.  | 6. November 2016   | Calgary        | 500 m     |
| 2.  | 5. Februar 2017    | Dresden        | 500 m     |
| 3.  | 30. September 2017 | Budapest       | 500 m     |
| 4.  | 19. November 2017  | Seoul          | 1000 m    |
| 5.  | 10. November 2018  | Salt Lake City | 1000 m    |
| 6.  | 10. November 2019  | Montreal       | 500 m     |
| 7.  | 7. Dezember 2019   | Shanghai       | 500 m     |
| 8.  | 8. Dezember 2019   | Shanghai       | 500 m     |
| 9.  | 23. Oktober 2021   | Peking         | 500 m     |
| 10. | 20. November 2021  | Debrecen       | 500 m     |

### Weltcupsiege im Team
| Nr. | Datum             | Ort              |
| --- | ----------------- | ---------------- |
| 1.  | 13. Dezember 2015 | Shanghai 1       |
| 2.  | 6. November 2016  | Calgary 1        |
| 3.  | 18. Dezember 2016 | Gangneung 1      |
| 4.  | 4. November 2018  | Calgary 2        |
| 5.  | 11. November 2018 | Salt Lake City 3 |
| 6.  | 11. November 2018 | Salt Lake City 4 |
| 7.  | 10. November 2019 | Montreal 2       |
| 8.  | 8. Februar 2020   | Dresden 5        |
| 9.  | 21. Oktober 2023  | Montreal 6       |
| 10. | 29. Oktober 2023  | Montreal 7       |
| 11. | 8. Dezember 2024  | Peking 8         |
| 12. | 15. Dezember 2024 | Seoul 8          |

## Persönliche Bestzeiten
- 500 m 39,732 s (aufgestellt am 3. November 2019 in Salt Lake City)
- 1000 m 1:23,163 min (aufgestellt am 10. November 2018 in Salt Lake City)
- 1500 m 2:09,213 min (aufgestellt am 9. Februar 2022 in Peking)
- 3000 m 4:46,110 min (aufgestellt am 13. Januar 2019 in Dordrecht)